# Hälltjärnen (östra)
Hälltjärnen (östra) är en sjö i Tanums kommun i Bohuslän och ingår i Örekilsälven-Strömsåns kustområde. Sjön är 0,9 meter djup, har en yta på 0,001 kvadratkilometer och är belägen 110 meter över havet.